# American Soccer League Primavera 1930
Il Campionato dell'American Soccer League Primavera 1930 fu il decimo campionato della lega e il 31º di prima divisione statunitense di calcio. Per quella stagione, temporaneamente, il campionato venne rinominato Atlantic Coast League.

## Squadre
Le difficoltà economiche del paese resero il campionato difficoltoso nel suo svilupparsi con avvicendamenti e ritiri: i Philadelphia Field Club non si iscrissero al campionato sparendo definitivamente, i Brooklyn Hakoah diventarono Hakoah All-Stars formata sempre da giocatori europei dell'Hakoah Wien. Il ritorno dei Bethlehem Steel durò metà campionato sparendo definitivamente dal panorama calcistico statunitense. Il nuovo ingresso dei Bridgeport Hungaria a metà campionato si trasferirono a Newark.
| Stato                   | Squadra                             | Città/Area        |
| ----------------------- | ----------------------------------- | ----------------- |
| Massachusetts           | Boston Bears                        | Boston            |
| Massachusetts           | N. Bedford Whalers                  | New Bedford       |
| Massachusetts           | Fall River                          | Fall River        |
| New York                | Brooklyn Wanderers                  | Brooklyn-New York |
| New York                | Hakoah All-Stars                    | New York          |
| New York                | New York Nationals                  | New York          |
| New York                | N.Y. Giants                         | New York          |
| Rhode Island            | Gold Bugs                           | Providence        |
| Rhode Island            | Pawtucket Rangers                   | Pawtucket         |
| Pennsylvania            | Bethlehem Steel                     | Bethlehem         |
| Pennsylvania New Jersey | Bridgeport Hungaria Newark Hungaria | Bridgeport Newark |

## Campionato

### Classifica finale
|    | Squadra                              | G  | V  | N  | P  | GF | GS | Pt | Per. |
| -- | ------------------------------------ | -- | -- | -- | -- | -- | -- | -- | ---- |
| 1  | Fall River                           | 27 | 19 | 1  | 7  | 84 | 40 | 44 | .814 |
| 2  | N. Bedford Whalers                   | 33 | 12 | 10 | 11 | 56 | 50 | 35 | .530 |
| 3  | Hakoah All-Stars                     | 33 | 14 | 12 | 7  | 65 | 61 | 35 | .530 |
| 4  | Gold Bugs                            | 27 | 12 | 11 | 4  | 53 | 56 | 28 | .519 |
| 5  | New York Nationals                   | 33 | 14 | 14 | 5  | 88 | 89 | 33 | .500 |
| 6  | Pawtucket Rangers                    | 28 | 10 | 11 | 7  | 50 | 61 | 27 | .483 |
| 7  | Bethlehem Steel                      | 27 | 11 | 12 | 4  | 66 | 54 | 26 | .481 |
| 8  | N.Y. Giants                          | 30 | 11 | 13 | 6  | 67 | 77 | 28 | .467 |
| 9  | Brooklyn Wanderers                   | 32 | 9  | 13 | 10 | 63 | 66 | 28 | .438 |
| 10 | Bridgeport Hungaria/ Newark Hungaria | 15 | 0  | 12 | 3  | 21 | 59 | 3  | .100 |
| 11 | Boston Bears                         | 4  | 1  | 0  | 3  | 5  | 9  | 2  | .250 |

#### Verdetti
Fall River Campione degli Stati Uniti Primavera 1930